# Černochov
Černochov este o comună slovacă, aflată în districtul Trebišov din regiunea Košice. Localitatea se află la altitudinea de 167 m deasupra n.m., se întinde pe o suprafață de 6,16 km2 și în 2017 număra 195 de locuitori.

## Istoric
Localitatea Černochov este atestată documentar din 1298.

## Demografie
| An:                | 1994 | 2004   | 2014   | 2024   |
| ------------------ | ---- | ------ | ------ | ------ |
| Număr de persoane: | 238  | 223    | 203    | 187    |
| Diferență:         |      | −6,30% | −8,96% | −7,88% |

| An:                | 2023 | 2024   |
| ------------------ | ---- | ------ |
| Număr de persoane: | 184  | 187    |
| Diferență:         |      | +1,63% |